# アウグストドルフ
アウグストドルフ（ドイツ語: Augustdorf,  Media:Augustdorf.ogg）は、ドイツ連邦共和国ノルトライン＝ヴェストファーレン州デトモルト行政管区リッペ郡に属す町村（以下、本項では便宜上「町」と記述する）である。この町は。ドイツ連邦軍最大の兵舎と軍事演習場で知られている。

## 地理

### 位置
アウグストドルフは、デトモルトの南西約 10 km、ゼンネ地方周縁部のトイトブルクの森の麓に位置している。この町の西側はギュータースロー郡（シュロス・ホルテ＝シュトゥーケンブロック市）と境を接している。デトモルトからは、石灰岩の採石場を特徴とするデーレンシュルフトの峠道を通ってトイトブルクの森を越える。

### 地質学

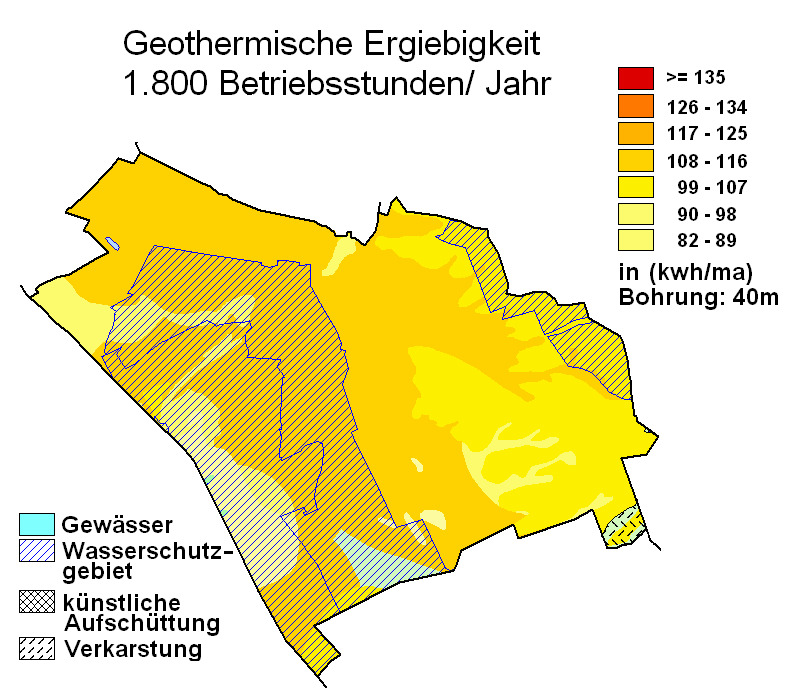
アウグストドルフの地熱分布図

アウグストドルフは、融解水による漂礫土を含む砂状の氷床堆積物からなる土壌のゼンネ地方に位置している。風によって砂丘が形成されている。さらに下層は硬い岩でできている。町の西部の岩盤は中生代後期に形成された。北東部では、この地層は表面に現れている。表面に露出した岩は、白亜紀後期の泥灰岩や石灰岩、白亜紀前期の砂岩などである。その下には、中生代初期の斑砂統や古生代のデボン紀、石炭紀、ペルム紀の地層がある。
地熱ゾンデによる地熱源や熱ポンプによる地熱採取については、おおむね「良好」な環境にある。ただし、その地点は点在しており、地熱採取に適しているとは言えない（右図参照)
。

### 町域の広がりと土地利用
「グローセ・ラントゲマンデ」（直訳すると「大きな田舎町」）に分類されるこの町の面積は、 42.18 km2 である。東西の最大幅は約 10 km、南北のそれは約 8 km である。
| 用途別土地面積 | 農業用地 | 森林   | 宅地、空地、 産業用地 | 交通用地 | 水域  | スポーツ、 レジャー用地 | その他 |
| -------------- | -------- | ------ | --------------------- | -------- | ----- | ----------------------- | ------ |
| 面積 (km2)     | 10.17    | 20.78  | 4.37                  | 2.01     | 0.07  | 0.23                    | 4.54   |
| 占有率         | 24.1 %   | 49.3 % | 10.4 %                | 4.8 %    | 0.2 % | 0.5 %                   | 10.8 % |

数値は2012年12月31日現在のものである。
宅地、空地、産業用地と、その他の土地の比率が高いのはゼンネの大部分が軍事演習場となっているためである。全町域の約 60 % が軍事的用途に供されている。

### 隣接する市町村
隣接する市町村は、北西はエルリングハウゼン、北はラーゲ、北東と東、南東はデトモルト、南はシュランゲン（以上、いずれもリッペ郡）と、南西および西のシュロス・ホルテ＝シュトゥーケンブロック（ギュータースロー郡）である。

## 歴史
アウグストドルフの創設年は、1775年である。1775年12月11日にリッペ伯ジーモン・アウグストは、峠を越える街道沿いに農民の集落と飲食小屋を設けることを許可する荘園管理文書に署名した。1779年に街道沿いの新しい集落の建設計画が裁可されたが、入植はゆっくりと進行した。1780年になっても、この集落にはわずか 4軒の藁葺き小屋があるだけだった。1782年に亡くなった伯を記念して、1789年にこの集落はアウグストドルフと名付けられた。

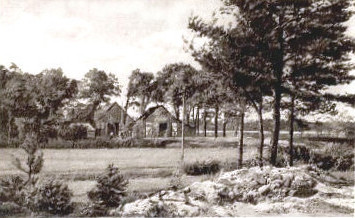
1916年のゼンネ軍事演習場

1890年、ドイツ国の軍部はアウグストドルフの南に位置するゼンネに軍事演習場を建設することを決め、1892年に、約 50 km2 の土地で運用を開始した。これにより主な非入植地域は立ち入り禁止地区となった。
第二次世界大戦終戦後、この演習場はイギリスの管理下に置かれた。現在は、イギリス軍（パーダーボルン＝ゼンネ・キャンプ）と、アウグストドルフのドイツ連邦軍、さらに NATO軍が使用しており、ドイツにおける外国軍基地の一つに数えられている。ドイツ連邦軍だけが貢献したわけではないが、アウグストドルフは近代的な町に発展した。
軍事用地の一部閉鎖および縮小により、この町は他に類例のない多彩な動植物相を手に入れた。このビオトープを保持するために軍事演習場の地域は軍事利用終了後、ゼンネ＝エッゲ国定公園に指定されることになっている。ただし、その期日は定められていない。
1991年3月11日にフルルバッハタールがゼンネ風致計画に基づき自然保護区に指定された。この自然保護区の全 205 ha 中、84 ha がアウグストドルフに属している。
アウグストドルフのロンメル元帥兵営には、第21装甲旅団「リッパーラント旅団」の約 4,500人の兵士が駐屯している。この旅団はかつて第7装甲師団（デュッセルドルフ）の隷下にあったが、2006年のドイツ連邦軍再編により、第1装甲師団隷下に転配された。
福祉連合会が運営するハイデハウス青年村は、町域西部の森の中にある青年のための教育・実習設備を備えた居住施設である。ハイデハウスは戦後に家をなくした青少年を収容するために設けられた。この青年村は2007年に創設60周年を祝った。

旧アウグストドルフに編入された地区（緑色）と他の市町村に転出した地区（赤）

### 町村合併
ノルトライン＝ヴェストファーレン州の市町村新設の際、アウグストドルフをラーゲあるいはデトモルトに編入させるか、シュトゥーケンブロックと合併させるかが議論された。1969年11月11日に市町村の新設に関する法律が可決した際もこの点は明らかにされず、アウグストドルフはそのまま独立した町村として存続した。軍事演習場、トイトブルクの森、郡と宗教上の教会が、市町村合併の障害となった。1970年1月1日に、ヘルステ地区、ピヴィッツハイデ V.L.地区がアウグストドルフに編入された。

## 住民

### 宗教
1775年の新設以後、この新しい集落は教会組織上は福音主義改革派教会のシュターペラーゲ教会に属した。住民たちは教会で礼拝するためにシューペラーゲの教会まで出かけなければならなかった。埋葬もシュターペルラーゲで行われていた。固有の教会に関する最初の記述は、アウグストドルフの農民の土地寄進状に遺されており、その周辺に墓地を設けたという内容のものである。この頃、葬儀はそれぞれの死者の家で行われていた。1800年に墓地の敷地内に素朴な木組みの礼拝堂が建設された。この日付が、福音主義改革派教会の創設年であると見なされている。礼拝堂は、数十年後にはすでに新しい建物への立て替えが必要となった。シュランゲン、レーオポルツヘーエ、ベーガ、アルメナといったリッピの他の教会を建設した建築監査官メルケルが1875年に現在の「アルテ・ドルフキルヒェ」（直訳すると「古い村の教会」）を建設した。

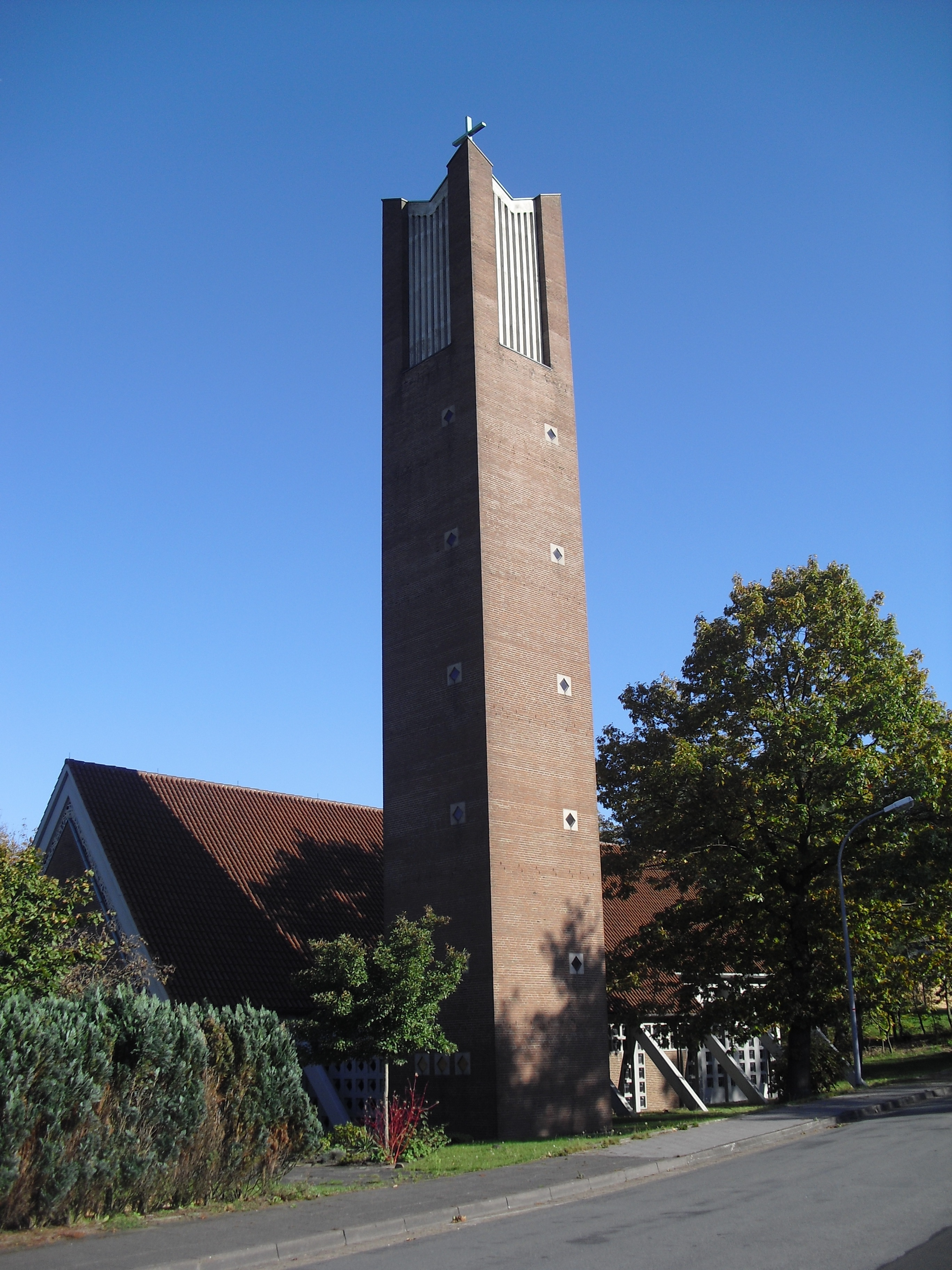
カトリックの平和の女王マリア教会

第二次世界大戦終戦までアウグストドルフは改革派が主流の純粋な福音主義の村であった。まず、戦後に旧ドイツ東部領土からカトリック住民がアウグストドルフに移り住んだ。さらにドイツ連邦軍の新設に伴って、異なる宗教の人々がこの村に流入した。アウグストドルフで仕事を見つけ、その後この村に住んだ外国人たちが他国の宗教を持ち込んだ。そして最後に旧ソヴィエト連邦の地域から、多くはバプテストやメノナイトの住民が大量に流入した。これらにより、現在は福音主義改革派教会（アルテ・ドルフキルヒェ）の他に、2つの軍の教会（福音主義とカトリック）がある。おおきな教会の他に、シナゴーグやバプテスト、メノナイト、その他の自由教会の集会所、イスラム教グループのモスクのもある。
現在の宗教分布を知る手がかりの一つが、学生に対する所属宗教団体の調査である。2006/2007年現在、学生の 42.4 % が福音主義、8 % がカトリック、12.1 % がイスラム教に所属した。33.2 % がその他の宗教団体に所属し、無宗教は 4.3 % であった

### 人口推移
1990年代半ばまで人口は12,000人から15,000人ほどまで増加すると予測されていたが、2002年からは年々少しずつ減少する傾向にある。ノルトライン＝ヴェストファーレン州データ管理・統計局によれば、2023年12月31日現在の人口は 10,314人であった。ロンメル元帥兵営は、この統計には含まれていない。

## 行政
アウグストドルフは、州議会議員選挙ではリッペ III 区（第99選挙区）、連邦議会選挙ではリッペ II 区（第137選挙区）に属している。

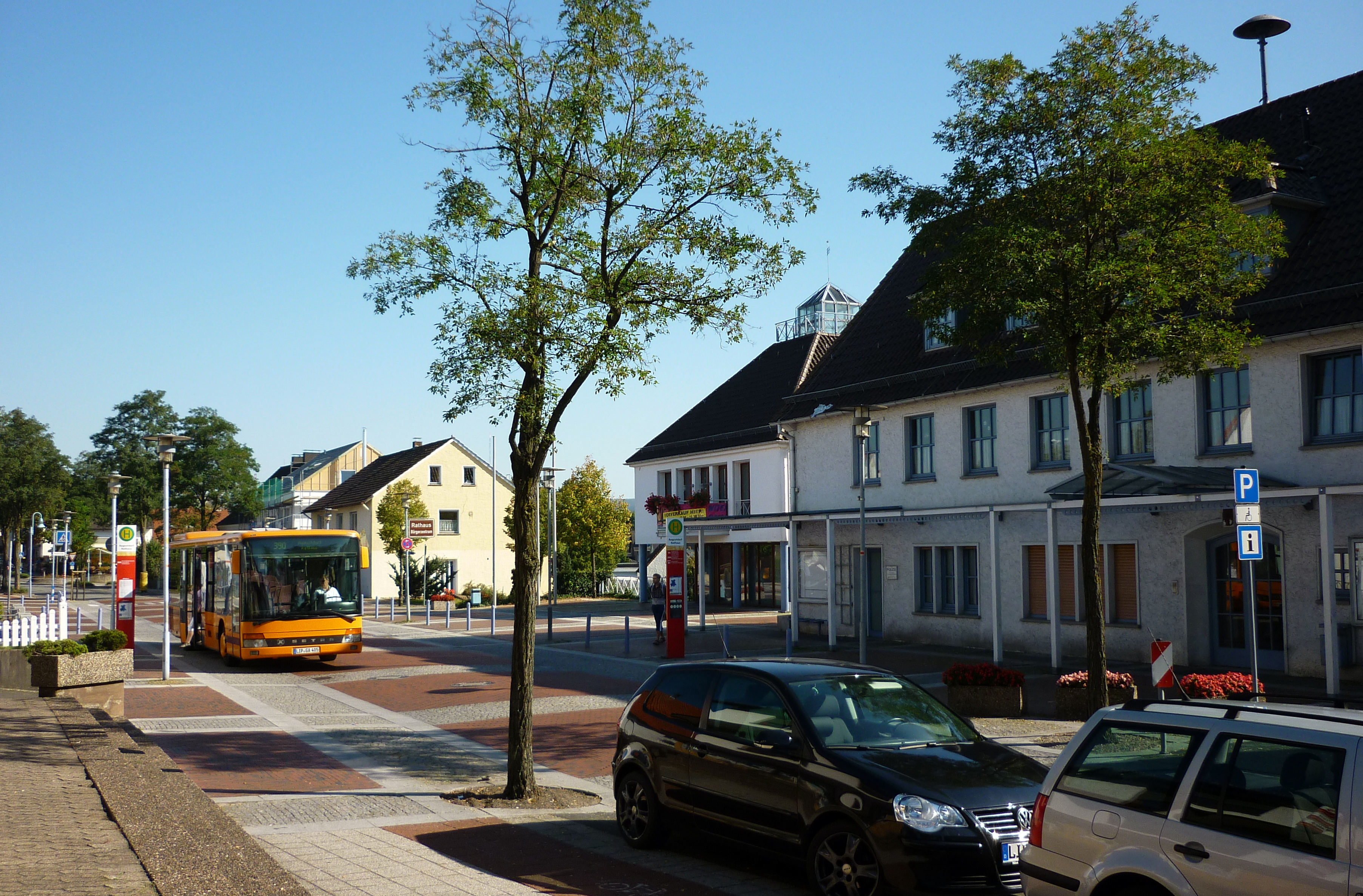
町役場とバスステーション

### 町議会
アウグストドルフの町議会は、26議席と町長からなる。

### 首長
2020年からトーマス・カッツァー (SPD) が町長を務めている。カッツアーは2020年9月27日の決選投票で、アンドレアス J. ヴルフと相手に 52.24 % の票を獲得して、町長に選出された。
- 1946年 ハインリヒ・カンネ
- 1946年 ヘルマン・シュトラーテ
- 1946年 - 1948年 アドルフ・ベーガー
- 1948年 - 1952年 アウグスト・ビューカー
- 1952年 - 1954年 ハインリヒ・ヴィーブッシュ
- 1954年 - 1969年 アドルフ・ロット
- 1969年 - 1975年 ヴィリー・エルフカンプ
- 1975年 - 1994年 クルト・ヴィスティングハウゼン (SPD)
- 1994年 - 1998年 ハインリヒ・ヴィーキング (CDU)
- 1998年 - 2004年 ペーター・フーフェンディーク (CDU)
- 2004年 - 2020年 : アンドレアス J. ヴルフ
- 2020年10月31日 - : トーマス・カッツァー (SPD)

### 紋章
1951年10月25日の文書によりアウグストドルフの紋章使用の権利が認められている。
図柄: 紋章の頂部は赤地で、その中に扇状に配置された金色の穂。本体は金地で、斜めに組合わされ、下向きに配置された 2本の赤い柄の鍬。上隅に金の萼と金の蘂を持つ 5弁の赤いバラ。下隅には赤い蜂籠。
紋章に描かれている意匠は町の歴史に基づいている。ゼンネの乾いた砂地の土地にはライムギしか栽培できなかった。これを穂で象徴している。肥料として使われる苗芝は、動物舎の敷き藁としても離礁された。苗芝は苗芝鍬で刈り取られる。5弁のバラはリッペ領の徴である。蜂籠は、ゼンネでかつて行われていた養蜂業を表している。ヒースは十分な栄養を与え、多くの養蜂家がトイトブルクの森を越えてゼンネに人々を誘った。
1968年3月19日、ノルトライン＝ヴェストファーレン州内務省は幟と旗の使用を許可した。
幟: 長辺と平行に赤と金で 1:1 に分割。上部中央に町の紋章。
旗: 長辺と平行に赤と金で 1:1 に分割。向かって左より中央に町の紋章。

### 姉妹都市
- ヴァンツレーベン（ドイツ、ザクセン＝アンハルト州）

1990年11月3日にヴァンツレーベン（ザクセン＝アンハルト州ベルデ郡）で姉妹都市協定に署名がなされた。すでにDDR時代からアウグストドルフは姉妹都市関係樹立のために尽力していた。1937年にアウグストドルフの軍事演習場が拡張されたため、ハウステンベック地区の住民の多くがヴァンツレーベンのブルーメンベルク地区を新たな故郷とした。姉妹都市関係の目標は、町の住民やグループ、サークルの交流を奨励することである。
1999年8月20日以降アウグストドルフは、この町に駐屯している第215装甲砲兵大隊の庇護者となった。明確な目的は、住民と兵士の交流を奨励することである。

## 文化と見所

### 演劇
アウグストドルフ町には劇場はないのだが、文化クライス・アウグストドルフ e.V. がキャバレー、コメディ、コンサートの夕べ、朗読会、毎年開催される国際的な芸術家を迎えてのヴァラエティ・イベントを開催している。上演は、ヴィテックスハレでも行われる。

### 博物館
アウグストドルフ郷土協会は、ゼンネの基礎課程学校の地下に小さな郷土資料館を有している。この博物館は年に 1、2回公開される。また、兵舎の敷地内に軍事史のコレクションがあり、申し込めば観覧することができる。

### 音楽
民俗舞踊・民俗衣装グループ・アウグストドルフ e.V. は、35年以上前から民俗舞踊でアウグストドルフやリッペから国際的に発展する途上にある。この他の音楽活動は、エリカ合唱団、福音主義改革派教会の金管アンサンブル、郷土協会の音楽隊が担っている。

### 建造物

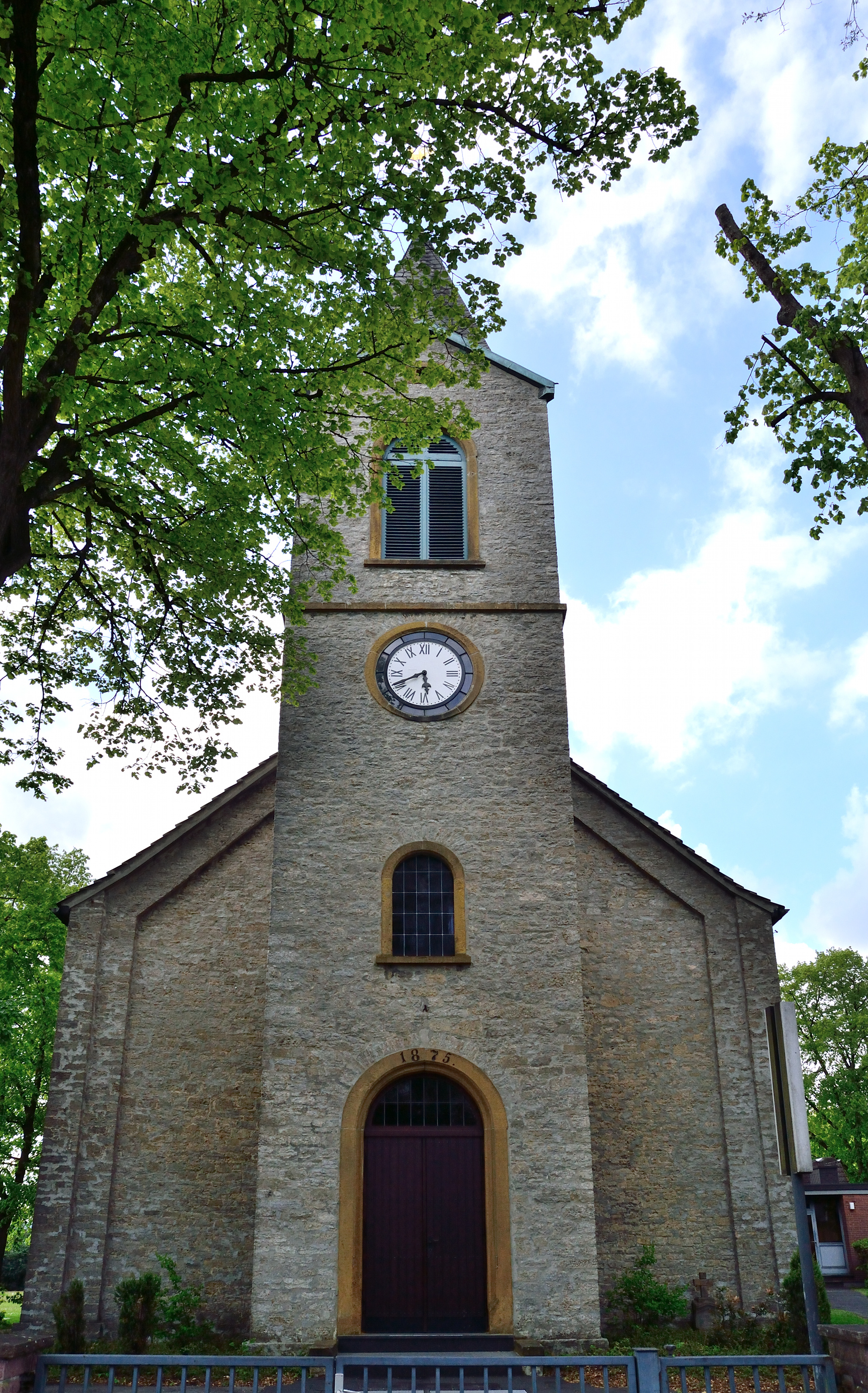
福音主義改革派のドルフキルヒェ

福音主義改革派のドルフキルヒェ（直訳すると「村の教会」）は、1800年に建造された木組み教会の後継建造物である。この教会は、建築家でリッペ侯の建築監督官フェルディナント・ルートヴィヒ・アウグスト・メルケルの設計に基づき、1875年に建設された。メルケルは、レーオポルツヘーエ、アルメナ、ベーガ、シュランゲンの教会も設計した。「アルテ・ドルフキルヒェ」は、三軸型の長堂、高さのある翼廊、長方形の内陣を持つ簡素な石造のホール教会で、保護文化財に指定されている。アニバーサリーを機に公の文化財保護部門と共同で1999年から2000年にかけての冬に抜本的に改修が行われた。内装は、古い写真や歴史的な調査に基づき、修復専門学校アカデミー・シュロス・ラースフェルト e.V. の教育実習として実施された。
町や地域のイベントにはインゼルヴェークのヴィテックスハレが多機能のスポーツ・イベントホールとして利用される。このホールには約 800席の客席、大きなロビー、様々なイベントに適した装置が備えられている。イベントの際には合わせて1,200人までの観客を収容することができる。
1937年から1939年までの間に、軍事演習場拡張により 40軒の住宅が取り壊された。この中には、ボーデルシュヴィングシェ協会によって建設されたヴァーグナーホーフ、ジークマールホーフ、ハイマートホーフが含まれていた。最後に軍事演習場のために建物が取り壊されたのは1963年であった。
第二次世界大戦後、ヤークトシュロス・ロプスホルン（狩りの城）は戦争捕虜による放火テロの犠牲となった。その痕跡は現在ではほとんど識別できず、射撃場 A がある。
ピヴィッツハイデ通りの、カトリックの兵舎教会、平和の女王マリア教会は、1959年から1960年に第二次世界大戦後ドイツ初のカトリックの兵舎教会として建設され、2013年以降保護文化財となっている。この建物は、弊社の壁に接しており、市民と連邦軍との交流の場になっている。

### 公園
古典的な意味での公園は、アウグストドルフではピヴィッツハイダー通りの青年センターの下にある。
多くの遊歩道がアウグストドルフを起点としており、ゼンネの荒れ地を通っている。学校のクラスやグループ旅行者が GNS ゼンネ（ゼンネ自然保護協会）のサービスを利用できる。この協会はアウグストドルフに環境教育センターを運営している。GNS はゼンネ周辺のハイキングやアクティヴィティ、自然保護活動を運営している。

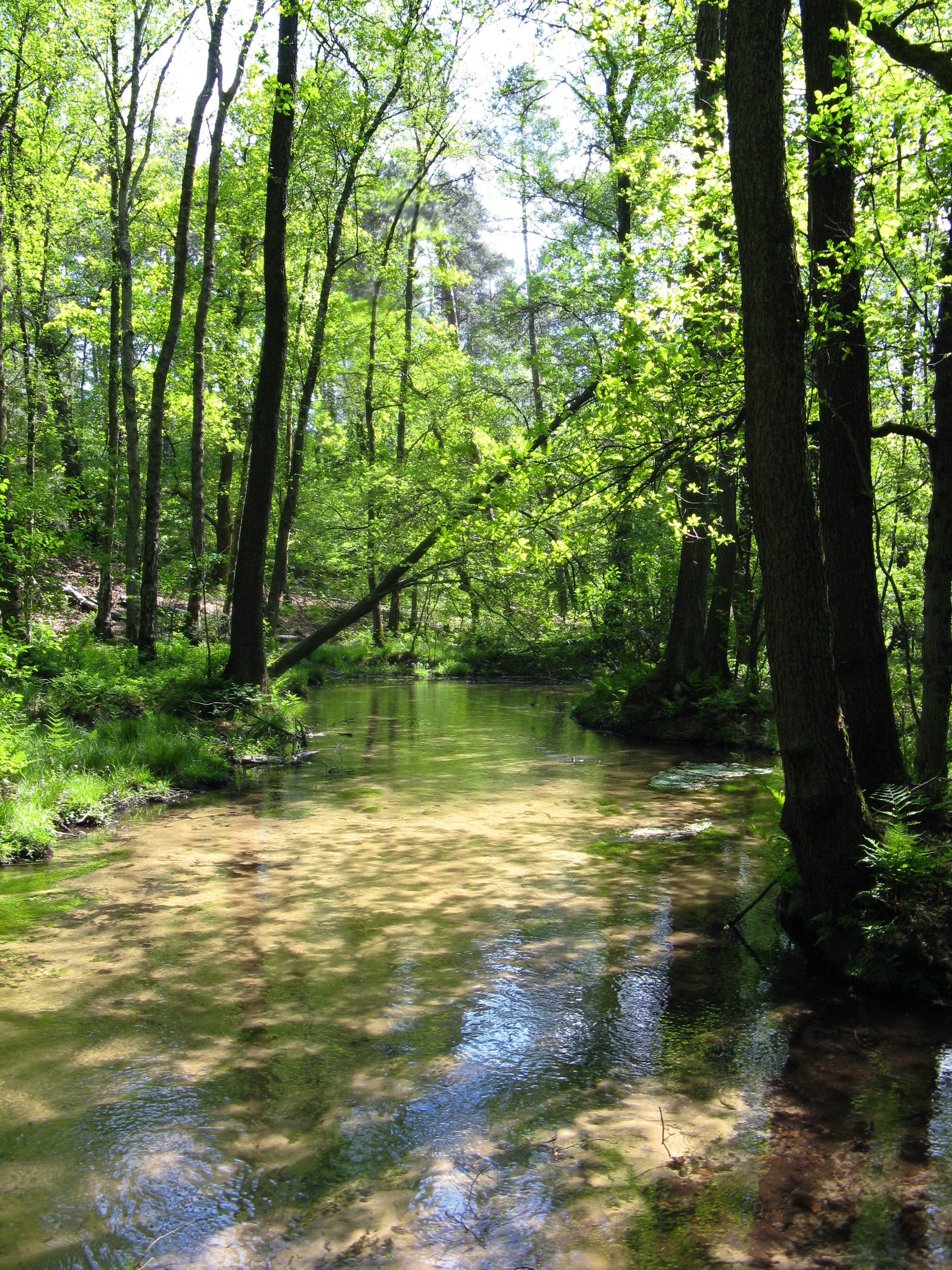
フルルバッハ自然保護地区

### 自然文化財
アウグストドルフには、3つの自然保護地区が指定されている。その中で最大のものがキーナンバー LIP-066 のエストリッヒャー・トイトブルガー・ヴァルト（トイトブルクの森東部）自然保護地区で、その広さは 2,323.4736 ha である。エルバッハタール・ミット・アウグストドルファー・デューネンフェルト自然保護地区 (LIP-002) は、かなり小さく、168.4637 ha である。シュルフテン・ウント・モーレ・アム・オベーレン・フールルバッハ (LIP-018) は 92.9690 ha で、ギュータースロー郡にまで達している。

### スポーツ
HSG アウグストドルフ/ヘーヴェルホーフは、2002年から2007年までハンドボール・ブンデスリーガ・ノルト 2部でプレイしていたが、2009/2010年シーズンからオーベルリーガに属している。HSG は2013/2014年シーズンからフェアバンツリーガに降格したが、2014/2015年シーズンにオーベルリーガに復帰した。
FCE アウグストドルフ 46/77 は、2008/2009年シリーズに債務不履行に由来する降格後、ヴェストファーレン・サッカー・陸上競技連盟のサッカー・クライスリーガ A デトモルトでプレイした。このクラブはハイデスポーツ広場（人工芝）やアム・シュリングスブルーフ広場（天然芝）で、シニアやジュニアのホームゲームを行った。2009年2月3日に後継クラブの FC アウグストドルフが創設された。このクラブは FCE アウグストドルフ 46/77 のすべてのスポーツ上、運動技術上の契約を引き継ぎ、すべての選手を含むクラブ運営を継続した。2013/2014年シーズンに FC アウグストドルフの第1チームはランデスリーガに昇格した。しかし、このクラスに留まることはできず、2014/2015シーズンには再びベツィルクスリーガでプレイしている。SC アウグストドルフ e.V.（2010年創設）は、その男子チームが 2012/2013年に昇格した後、2013/2014年シーズンから、ヴェストファーレン・サッカー・陸上競技連盟デトモルト地区のクライスリーガ A に参加している。
TuSG アウグストドルフは、テニス、大衆スポーツ、Lung Chuan Fa Kempo 拳法、18の異なるスポーツ種目がある。DLRG（ドイツ人命救助協会）のアウグスト地域グループは金曜日の夕方に、子供、青年、成人向けにロンメル元帥兵営の屋内プールで水泳を教え、（救難）水泳章を授与している。RSV シュヴァルベ・アウグストドルフは、サイクルフィギュアで全国的に知られている。

### 年中行事
自衛消防団の「復活祭の火祭り」は毎年シュリングスブルーフで開催される。9月の第1日曜日には、RSV シュヴァルベ・アウグストドルフがサイクリングを組織している。秋の教会祭は10月の第2週末に開催される。12月の第2週末にはアウグストドルフでクリスマスマーケットが開催される。
年間プログラムは、ヴィテックスハレでの文化サークルのイベントによって補完されている。

### 名物料理、食材
リッピシャー・ピッケルトは、イースト、小麦粉、ジャガイモから作られる小さな焼き菓子で、レーズンを入れてフライパンで焼く。ピッケルトは、有塩バター、テンサイのシロップ、マーマレード、レバーペーストを塗って食べる。

## 経済と社会資本

### 交通
アウグストドルフから、ビーレフェルトとパーダーボルンとを結ぶアウトバーン A33号線へは南西方向に約 9 km 離れている。デトモルトおよびシュロス・ホルテ＝シュトゥーケンブロックへは州道 L758号線が延びている。シュロス・ホルテ＝シュトゥーケンブロック経由で A33号線のシュロス・ホルテ＝シュトゥーケンブロック・インターチェンジに達し、A2号線（ハノーファー - ドルトムント）にもアクセスできる。
公共旅客交通については、アウグストドルフでは1時間ごとにバス路線 390号線（シュトゥーケンブロック – デトモルト）が運行している。さらに、バス路線 84号線がシュロス・ホルテの駅との間を結んでいる。
公共旅客交通を補助するものとして、アウグストドルフにはカーシェアリングの企業がある。登録車は、時間単位あるいは日単位で自動車を利用することができる。自動車は、ピヴィッツハイダー通りのインゲンハーグ社の敷地に置かれている。
自転車道 R1号線がアウグストドルフを通っている。フランスから来たこの自転車道は、ロシアにまで至る。ドイツ国内では、D-ルート3 とも呼ばれている。このルートを旅するサイクリング旅行者のための案内板が町役場前にある。また、2006年に開通したゼンネ自転車道のルートもアウグストドルフを通っている。
最寄りの空港はパーダーボルン/リップシュタット空港で、アウグストドルフから南に約 40 km の位置にある。

### メディア
アウグストドルフでは、日刊紙のリッピシェ・ランデス＝ツァイトゥングと週刊のリッピシェ・ノイエステ・ナハリヒテンおよびリッペ・アクトゥエルが刊行されている。ローカル版の担当編集局はデトモルトにある。さらに2009年までは月に1度情報紙として「アンツァイガー」が発行されていた。内容は一部が「STADTJOURNAL SHS」（シュロス・ホルテ＝シュトゥーケンブロック）と統合されていた。
2010年に発刊された月刊紙の「ゼンネクーリアー」はやがて刊行されなくなった。その後継紙として2か月に1度「デア・アウグストオルファー」が刊行されている。
アウグストドルフは、ドイツ西部放送のビーレフェルト地域スタジオおよびラジオ・リッペのサービスエリアに属する。

### 公共機関

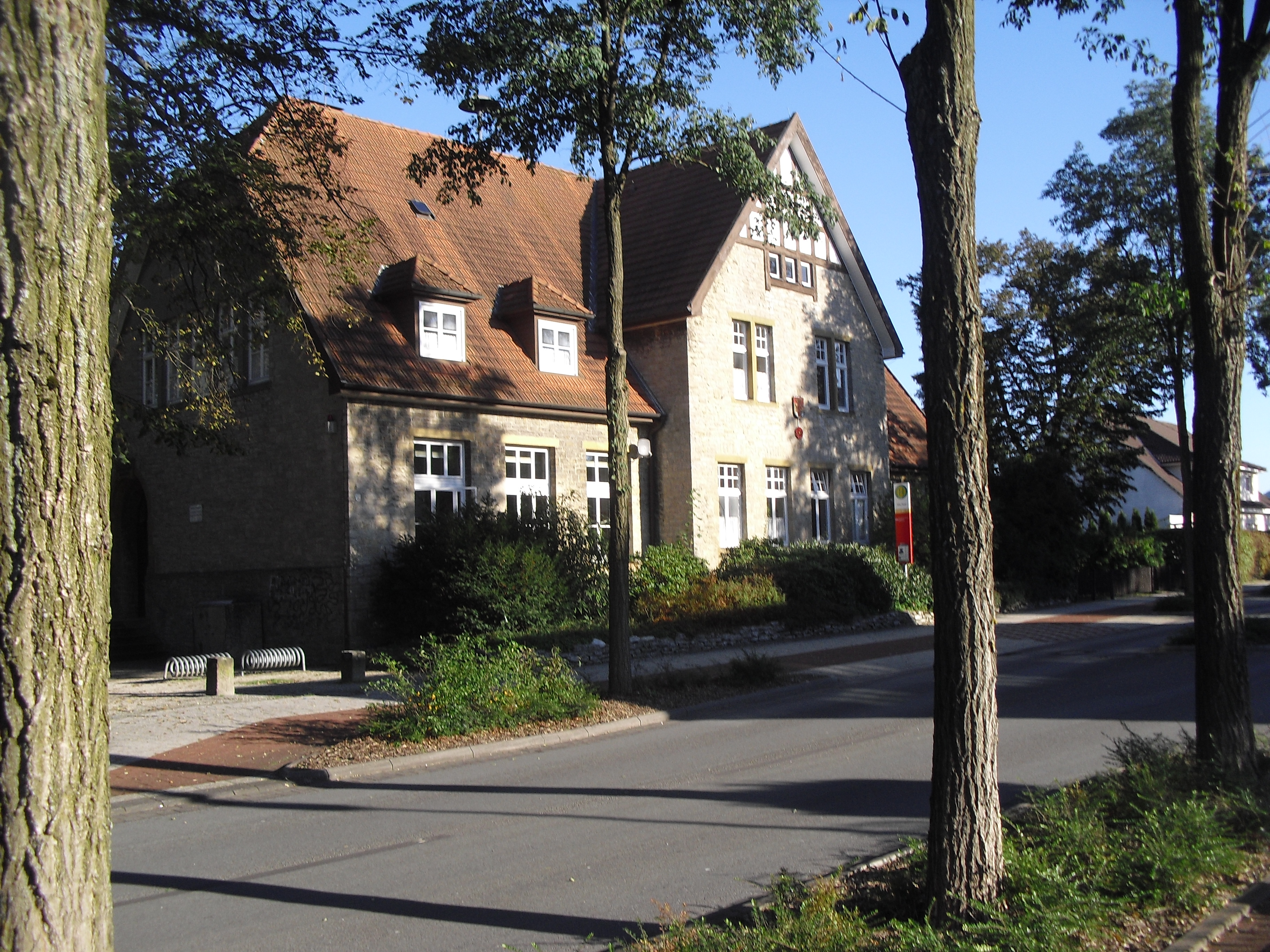
HOT フンケンフルーク

町は、住民センターの一階に約 1万点のメディアを持つ図書館を運営している。来館者が使うことのできるインターネット機器も備えられている。運営は、近隣市町村の図書館やリッペ地方図書館との協力によって支援されている。
福音主義改革派教会は、HOT フンケンフルークの運営者である。常時開館しているこの施設では青少年労働が行われている。
アウグストドルフには1964年から 341 m2 の非遊泳プールと 994 m2、50 m の水泳プールを持つフライバート・アム・インゼルヴェーク（インゼルヴェーク屋外プール）がある。このプールには 3 m の飛び込み台もある。このプールは 6月の初めから 8月の終わりまでオープンしている。
フライツァイトゲレンデ・シュリングブルーフには、FC アウグストドルフ e.V. が管理するグリル場がある。
アウグストドルフの施設局は、上下水を管轄している。

### 教育

#### 一般の学校
町は、5園の幼稚園や託児所の他に、基礎課程学校、本課程学校および実科学校を運営している。アウフ・デア・インゼル基礎課程学校（アム・インゼルヴェーク）とイン・デア・ゼンネ基礎課程学校、エーリヒ・ケストナー本課程学校、アウグストドルフ実科学校である。2012年12月31日現在、一般の学校には 95人の教員と 1,057人の学生がいた。基礎課程学校に 461人、本課程学校に 182人、実科学校に 414人であった。

#### 職業教育
ユーゲントジートルング・ハイデルハウス e.V. の少年保護歩道施設は、施設外で青少年に職業教育を行っている。

#### 成人教育
成人教育については、リッペ西市民大学がある。さらに GNS ゼンネの環境教育センターがこの町にある。

### 地元企業
アウグストドルフには、約 550社がある。経済の重点は、機械製造業、金属加工業、金属精錬業、ガラス製造業、合成樹脂加工業、木材加工業である。工業地域は町の西部にあり、面積は 69 ha を超える。

## 引用
1. 1 2  Bevölkerung der Gemeinden Nordrhein-Westfalens am 31. Dezember 2023 – Fortschreibung des Bevölkerungsstandes auf Basis des Zensus vom 9. Mai 2011
2. ↑  Erdwärme nutzen: Geothermie-studie liefert Planungsgrundlage Archived 2005年9月14日, at the Wayback Machine.（2014年9月7日 閲覧）
3. 1 2  ノルトライン＝ヴェストファーレン州データ管理・統計局: Kommunalprofil Augustdorf（2014年9月7日 閲覧）
4. ↑  Martin Bünermann: Die Gemeinden des ersten Neugliederungsprogramms in Nordrhein-Westfalen. Deutscher Gemeindeverlag, Köln 1970, p. 104.
5. ↑  ノルトライン＝ヴェストファーレン州データ管理・統計局: Schüler an allgemein bildenden Schulen in NRW nach der Religionszugehörigkeit
6. ↑  ノルトライン＝ヴェストファーレン州選挙管理委員会: 2014年の町議会議員選挙結果（2014年9月7日 閲覧）
7. ↑  “Der neue Bürgermeister heißt Thomas Katzer”. Augustdorfer Nachrichten. (2020年9月28日) 2020年10月4日閲覧。
8. ↑  Augustdorf - Wappen, Banner und Flagge（2014年9月7日 閲覧）
9. ↑  Burkhard Meier: 200 Jahre evangelische Kirche in Augustdorf. Soziale Wirklichkeit und diakonischer Auftrag einer lippischen Gemeinde. (= Beiträge zur Geschichte der Diakonie in Lippe, Band 4.) Lippischer Heimatbund, Detmold 2000, ISBN 3-92631181-9.
10. ↑  Sven Koch: Augustdorfer Garnisonkirche wird unter Denkmalschutz gestellt. Erste staatlich finanzierte Militärkirche. In: Neue Westfälische 2013年4月18日付け（Online 版）（2014年9月8日 閲覧）
11. 1 2  GNS Senne Umweltbildungszentrum（2014年9月10日 閲覧）
12. ↑  Lipperland.de: Rezept Lippischer Pickert（2014年6月22日 閲覧）
13. ↑  Jugendsiedlung Heidehaus e.V.（2014年9月13日 閲覧）